# Động mạch lưỡi
Động mạch lưỡi xuất phát từ động mạch cảnh ngoài giữa động mạch giáp trên và động mạch mặt. Động mạch này có thể được xác định dễ dàng trong lưỡi.

## Cấu trúc
Động mạch chạy vòng lên trên và vào trong so với sừng lớn của xương móng.
Sau đó động mạch vòng xuống và ra trước, tạo thành một quai bắt chéo với thần kinh hạ thiệt, và đi bên dưới cơ nhị thân và cơ trâm móng áp sát thành bên hầu, đi sâu hơn cơ móng lưỡi, cuối cùng đi lên vuông góc với lưỡi, chạy ra bề mặt nông của lưỡi và đổi tên thành động mạch lưỡi sâu.
Động mạch cũng cấp máu cho cung khẩu cái lưỡi.

## Nhánh

### Động mạch lưỡi sâu
1. Động mạch lưỡi sâu là phần tận cùng của động mạch lưỡi sau khi tách động mạch dưới lưỡi. Như trên hình ảnh, động mạch đi lên trên theo một lộ trình ngoằn nghèo dưới mặt lưng của lưỡi, nằm bên dưới cơ dọc lưỡi dưới, và trên niêm mạc.

Động mạch nằm tựa lên mặt bên cơ cằm lưỡi, cơ nội tại chính của lưỡi, đồng hành với thần kinh lưỡi. Tuy nhiên, như trên hình, động mạch lưỡi sâu đi dưới cơ móng lưỡi (cơ được cát bên dưới) trong khi thần kinh lưỡi (không thấy trên hình) đi phía trên (để so sánh, thần kinh hạ thiệt đi bên trên cơ móng lưỡi). Tại đầu lưỡi, động mạch được ghi nhận thông nối với nhánh đối bên, nhưng điều này bị bác bỏ bởi Hyrtl.Bản mẫu:Uncited Trong miệng, các mạch máu này nằm hai bên của hãm lưỡi.

### Động mạch dưới lưỡi
Động mạch dưới lưỡi xuất phát từ bờ trước cơ móng lưỡi, và đi ra trước giữa cơ cằm lưỡi và cơ hàm móng đến tuyến nước bọt dưới lưỡi.
Động mạch này cấp máu cho tuyến và cho các nhánh đến cơ hàm móng và các cơ lân cận, niêm mạc miệng và nướu răng.
Một nhánh chạy sau mỏm huyệt răng của xương hàm dưới trong nướu răng thông nối với nhánh của động mạch đối bên; một nhánh khác đi vào cơ hàm móng và thông nối với nhánh dưới căm của động mạch mặt.

### Các nhánh khác
1. Động mạch trên móng chạy dọc theo bờ trên xương móng, cấp máu cho cơ bám vào xương móng và thông nối với nhánh tương ứng đối bên.
2. Động mạch lưng lưỡi bao gồm hai hay ba nhánh nhỏ xuất phát bên dưới cơ móng lưỡi. Các nhánh này đi lên trên đến phần sau của mặt lưng lưỡi, và cấp máu cho niêm mạc vùng này, cung khẩu cái lưỡi, amiđa, khẩu cái mềm, và lưỡi gà; thông nối với nhánh tương ứng đối bên.

## Hình ảnh

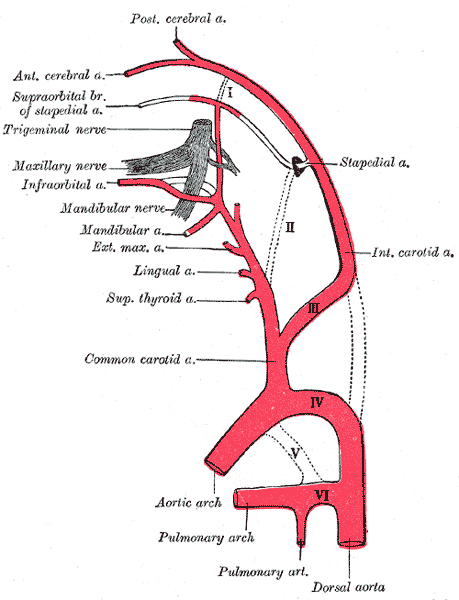
Sơ đồ đường đi và các nhánh của động mạch cảnh.
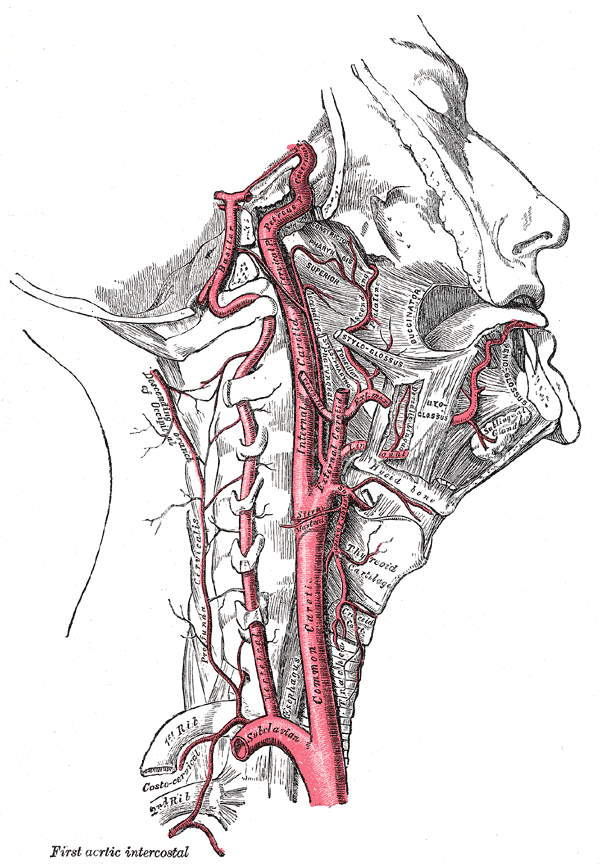
Động mạch cảnh trong và các động mạch đốt sống. Mặt phải.
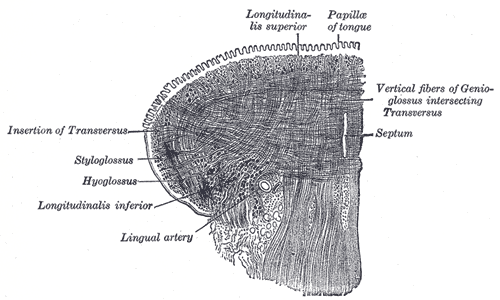
Thiết đồ cắt ngang mặt trán của lưỡi, cho thấy các cơ nội tại của lưỡi.
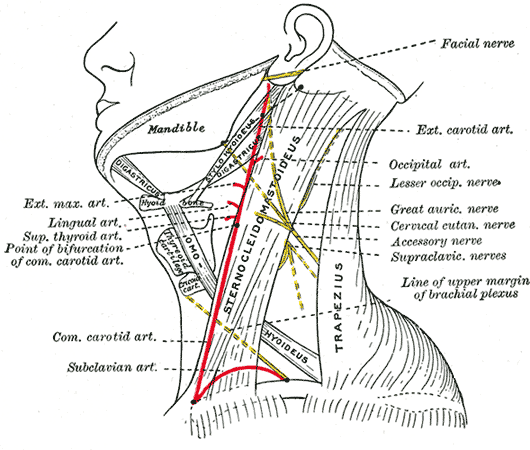
Ảnh cổ bên cho thấy các mốc giải phẫu chính.
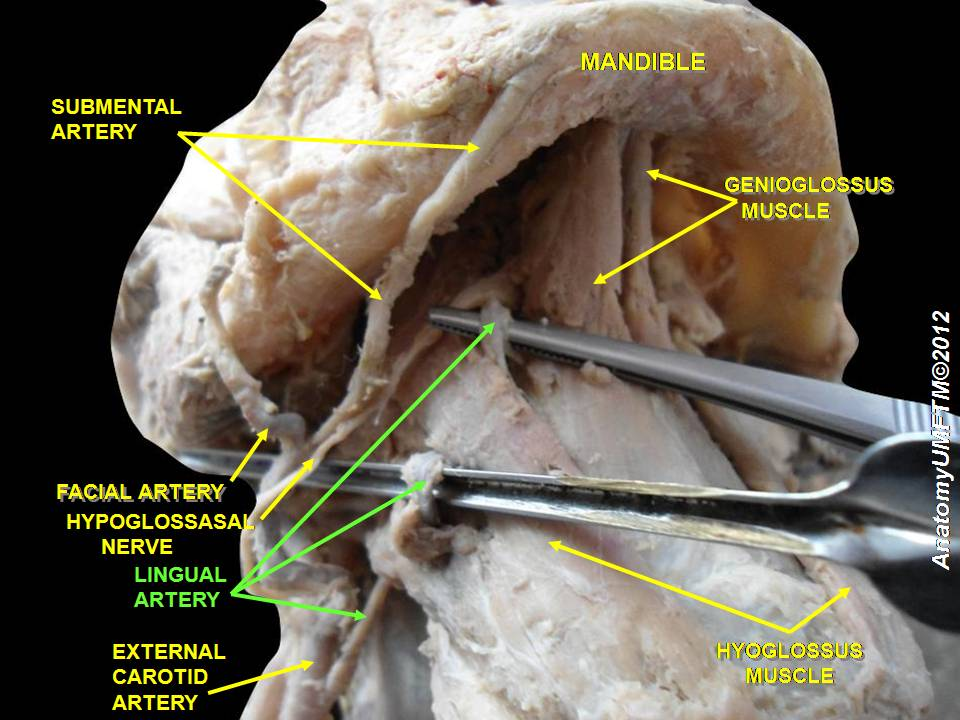
Động mạch lưỡi
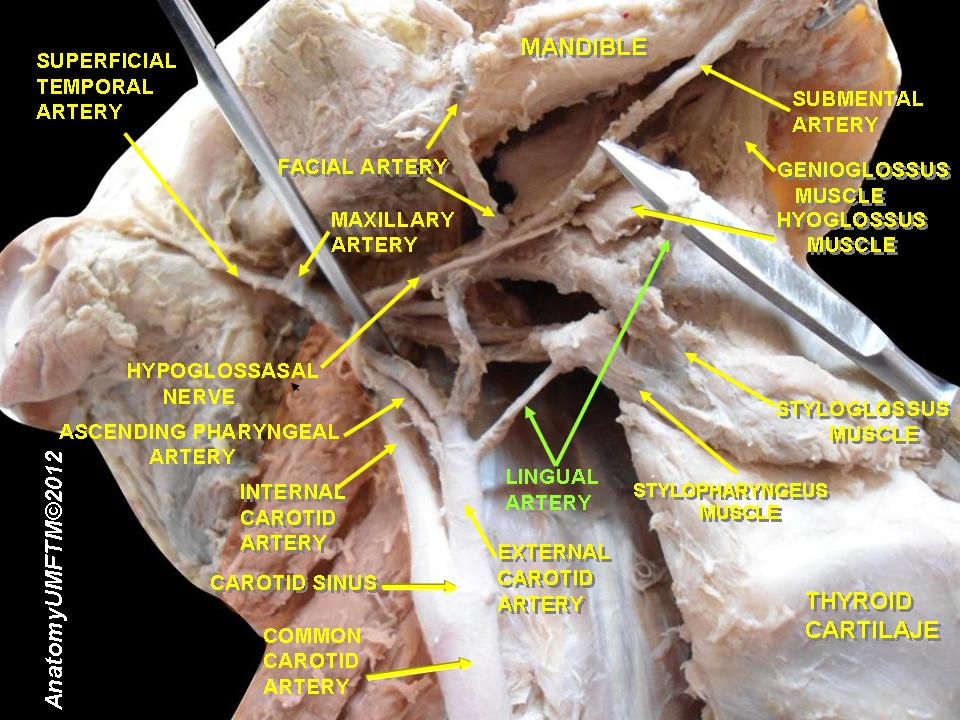
Động mạch lưỡi
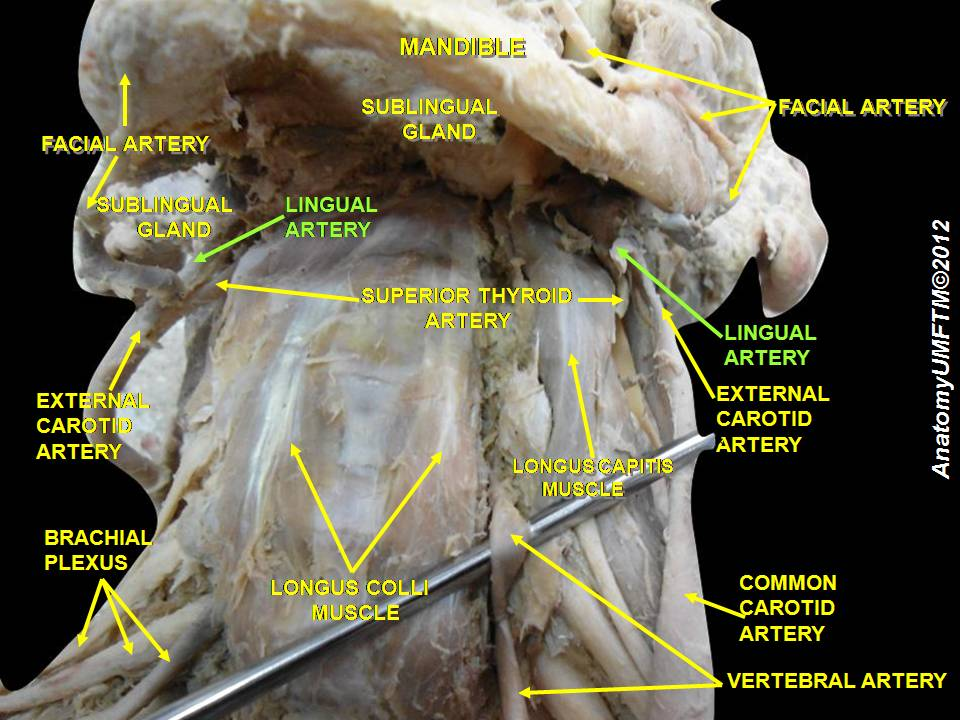
Động mạch lưỡi
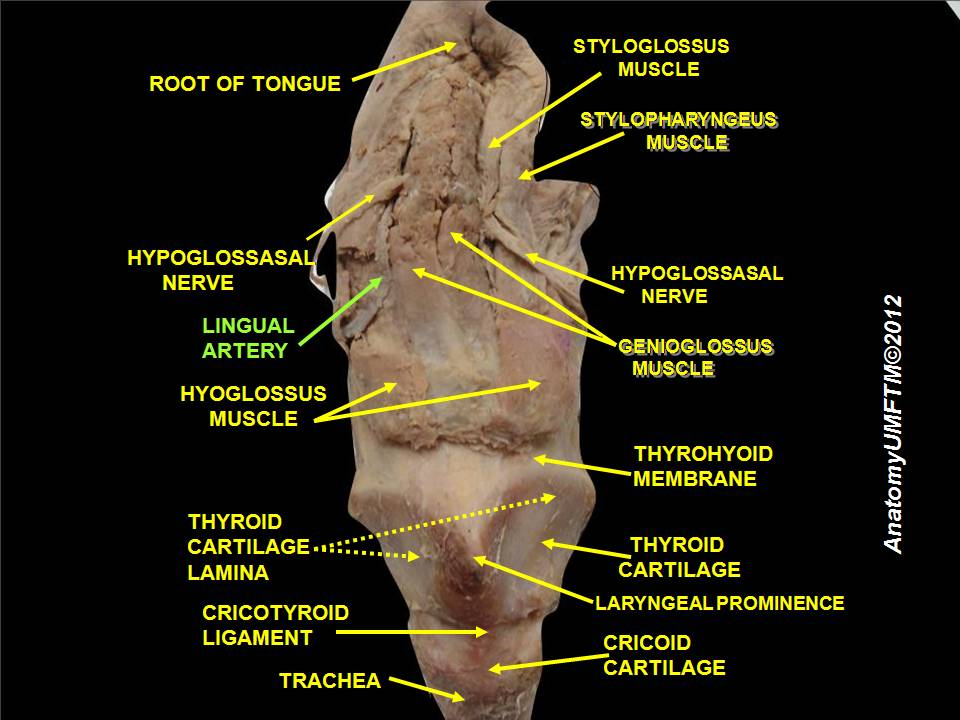
Động mạch lưỡi